# Nesselnbach
Nesselnbach ist ein Dorf im Schweizer Kanton Aargau. Es liegt am linken Rand des Reusstals am Osthang des Wagenrains und zählt rund 500 Einwohner. Bis 1901 war Nesselnbach eine eigenständige Einwohnergemeinde im Bezirk Bremgarten und gehört seither zur Gemeinde Niederwil.

## Geschichte
Das Dorf entstand vermutlich in der Mitte des 8. Jahrhunderts als alemannische Siedlung. Die erste urkundliche Erwähnung von Nezelinispah erfolgte im Jahr 893. In einer Klageschrift des Fraumünsters in Zürich wurde vermerkt, in welchen Orten abgabepflichtige Personen lebten und wie sich diese ihrer Abgabepflicht entzogen hatten. Im Mittelalter übten die Habsburger die Blutgerichtsbarkeit aus. Die niedere Gerichtsbarkeit lag zunächst bei den Rittern von Hedingen, bis Johann von Hedingen diese im Jahr 1297 an das auf Gemeindegebiet liegende Kloster Gnadenthal verkaufte.
1415 eroberten die Eidgenossen den Aargau. Nesselnbach gehörte zum Amt Niederwil in den Freien Ämtern, einer gemeinen Herrschaft. 1529 traten sämtliche Einwohner zur Reformation über, mussten aber zwei Jahre später nach dem Zweiten Kappelerkrieg wieder die katholische Konfession annehmen. Ab 1670 war Nesselnbach ein Mannlehen der Zuger Ratsherrendynastie Zurlauben, bis die Rechte 1726 wieder an das Kloster zurückfielen. Im März 1798 nahmen die Franzosen die Schweiz ein und riefen die Helvetische Republik aus. Nesselnbach bildete nun eine Gemeinde im kurzlebigen Kanton Baden. 1803 kam Nesselnbach zum neu geschaffenen Kanton Aargau.
Nachdem das Kloster Gnadenthal bereits von 1841 bis 1843 infolge des Aargauer Klosterstreits geschlossen gewesen war, wurde es 1876 während des Kulturkampfes durch einen Beschluss des Aargauer Grossen Rates endgültig aufgehoben. Einige Jahre dienten die Räumlichkeiten als Tabakfabrik, seit 1894 ist dort ein Pflegeheim eingerichtet. Am 17. Oktober 1900 beschloss der Grosse Rat gegen den Willen beider Gemeindeversammlungen die Fusion von Nesselnbach mit Niederwil. Diese Massnahme trat am 1. Januar 1901 in Kraft. Kirchlich gehörte Nesselnbach seit jeher zur Pfarrei Niederwil. Ein Gesuch verschiedener Einwohner Nesselnbachs um Lostrennung von Niederwil lehnte der Regierungsrat 1910 ab.

## Sehenswürdigkeiten

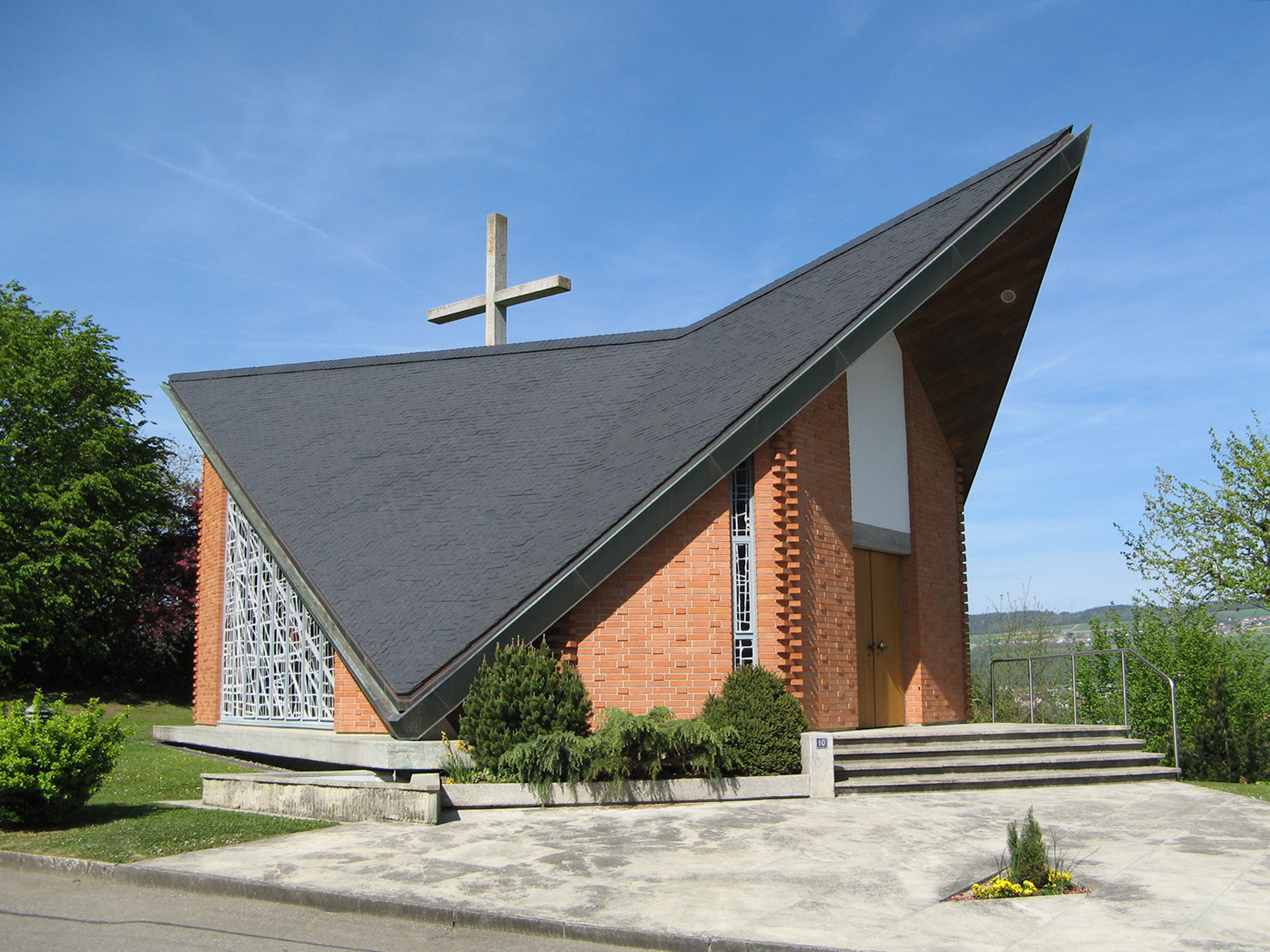
Heiligkreuz-Kapelle

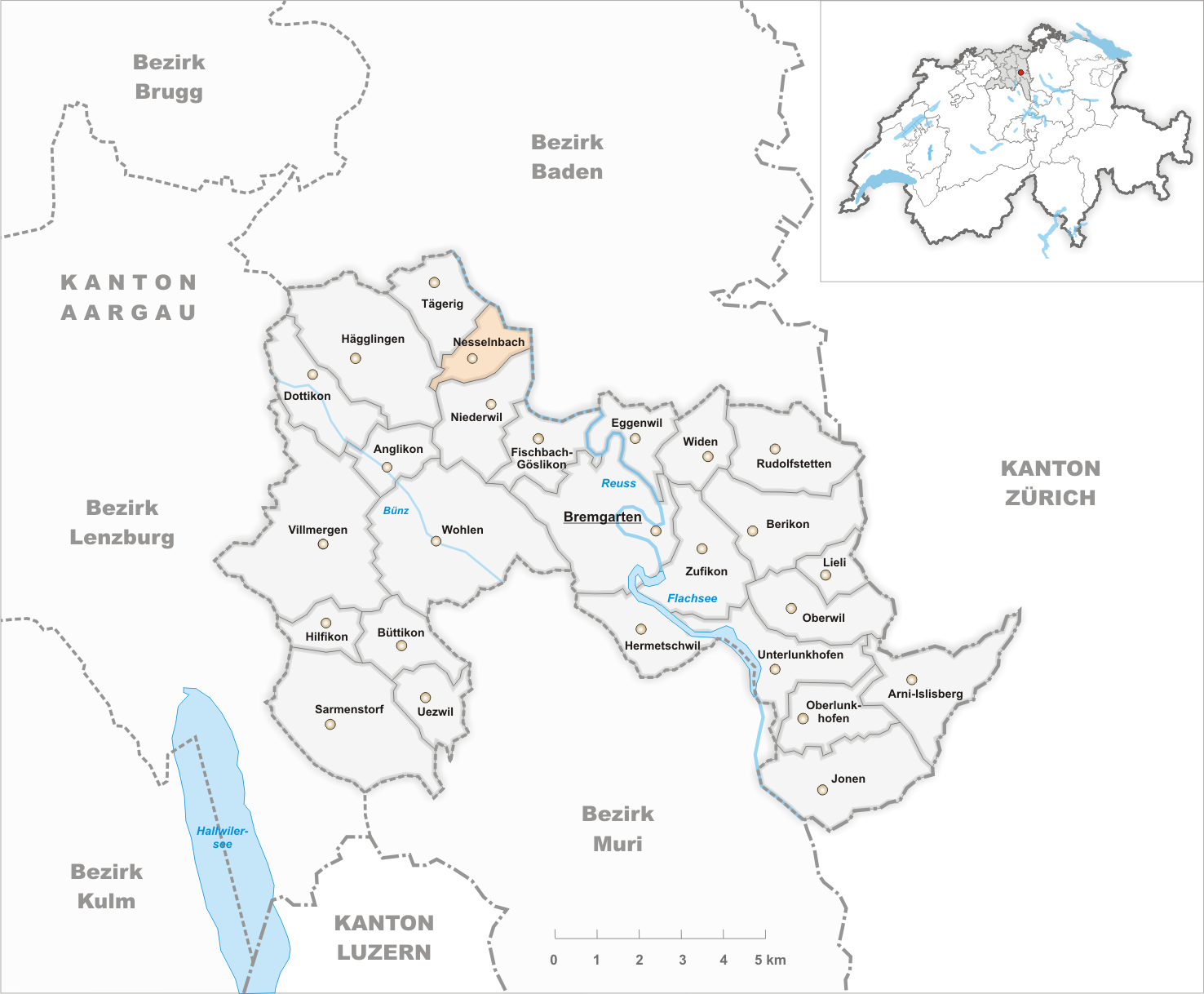
Gemeindestand vor der Fusion am 1. Januar 1901

Am westlichen Dorfrand befindet sich die Heiligkreuz-Kapelle, die 1957 in einem avantgardistischen Stil erbaut wurde und ein baufälliges Vorgängergebäude ersetzte. Die Kapelle besteht aus roten Backsteinmauern auf einem Betonsockel und verfügt über farbige Glasfassaden. Darüber spannt sich ein zeltartiges Dach aus Moselschiefer. Überragt wird die Kapelle von einem wuchtigen, freistehenden Betonkreuz.
Etwa einen Kilometer östlich des Dorfes liegt an der Reuss das ehemalige Zisterzienserinnenkloster Gnadenthal. Dem Kloster mit spätbarocker Kirche und Kreuzgang ist ein Pflegeheim angegliedert.

## Wirtschaft
Die grösste Biogasanlage der Schweiz steht in Nesselnbach und wird von der Recycling Energie AG betrieben.

## Verkehr
Nesselnbach liegt an der Kantonsstrasse 296 von Mellingen nach Bremgarten. Durch das Dorf führen zwei Postautolinien vom Bahnhof Baden nach Bremgarten sowie vom Bahnhof Wohlen über Stetten zum Bahnhof Mellingen Heitersberg. An Wochenenden verkehrt ein Nachtbus von Baden nach Bremgarten.